# Медаль Леверхалма
Медаль Леверхалма (англ. Leverhulme Medal) вручается Лондонским королевским обществом. Медаль учреждена в 1960 году и присуждается раз в три года за достижения в химии или в инженерном деле. С золотой медалью вручается денежная премия размером 2000 фунтов стерлингов.

## Список награждённых
| Год  | Имя                      | Обоснование награды |
| ---- | ------------------------ | --- |
| 1960 | Сирил Норман Хиншелвуд   | За выдающийся вклад в физическую химию.Оригинальный текст (англ.)For his outstanding contributions to physical chemistry |
| 1963 | Арчер Джон Портер Мартин | За выдающиеся и фундаментальные открытия в хроматографии и ее применении.Оригинальный текст (англ.)For his distinguished and fundamental discoveries in chromatography and its application |
| 1966 | Алек Иссигонис           | Оригинальный текст (англ.)For his distinguished contributions to the design of motor cars, particularly the Morris Minor and Austin and Morris Mini |
| 1969 | Hans Kronberger          | За его выдающийся вклад в исследования и разработки ядерных реакторов, а также за выдающееся руководство во всех областях его деятельности.Оригинальный текст (англ.)For his many distinguished contributions to nuclear reactor research and development and for outstanding leadership in all branches of his field |
| 1972 | Джон Бертрам Адамс       | За выдающиеся работы в области создания ускорителей элементарных частиц и физики плазмы.Оригинальный текст (англ.)For his many distinguished work in development of particle accelerators, and plasma physics |
| 1975 | Frank Rose               | За выдающийся вклад в применение химической науки в промышленности.Оригинальный текст (англ.)For his distinguished contributions to the application of chemical science to industry |
| 1978 | Frederick Warner         | За выдающуюся работу в качестве инженера-консультанта как на национальном, так и на международном уровне во многих отраслях химического машиностроения, особенно в области борьбы с загрязнением.Оригинальный текст (англ.)For his outstanding work as consulting engineer both nationally and internationally in many branches of chemical engineering, particularly control of pollution |
| 1981 | Стэнли Хукер             | Оригинальный текст (англ.)For his work on superchargers of the Merlin engines, the development of the first Rolls Royce jet engines, then Bristol engines including that for the jump jet and, later, the final development of the Rolls Royce RB211 engine |
| 1984 | John Frank Davidson      | За выдающийся вклад в химическое машиностроение, в частности за использование псевдоожиженного слоя.Оригинальный текст (англ.)For his distinguished contributions to chemical engineering, in particular the use of fluidised beds |
| 1987 | Джордж Уильям Грей       | За его большой вклад в технологически важную область жидких кристаллов.Оригинальный текст (англ.)For his many contributions to the technologically important field of liquid crystals |
| 1990 | Рэй Фриман               | За внедрение новых методов спектроскопии ядерного магнитного резонанса высокого разрешения, в частности за разработку методов двумерного преобразования Фурье.Оригинальный текст (англ.)For introducing new techniques in high resolution nuclear magnetic resonance spectroscopy, particularly the development of two-dimensional Fourier transform methods |
| 1993 | John Shipley Rowlinson   | Отмечен за его вклад в термодинамику, в частности, в понимание физической химии границ раздела газ-жидкость и поверхностей.Оригинальный текст (англ.)Distinguished for his contributions to thermodynamics, in particular to an understanding of the physical chemistry of gas-liquid interfaces and surfaces |
| 1996 | Man Mohan Sharma         | За работу по динамике многофазных химических реакций в промышленных процессах.Оригинальный текст (англ.)For his work on the dynamics of multi-phase chemical reactions in industrial processes |
| 1999 | Джек Болдуин             | В знак признания его выдающегося вклада в область органической химии, включая его работу по синтезу и биосинтезу натуральных продуктов, особенно за его исследования в области b-лактамных антибиотиков, первоначально внесших свой вклад в биосинтетические проблемы, которые проложили путь к изучению энзимологии процесса и, в конечном итоге, к изучению энзимологии процесса и, в конечном итоге, к определению кристаллической структуры изопенициллин-N-синтазы. Оригинальный текст (англ.)in recognition of his distinguished contributions to the field of organic chemistry including his work on natural products synthesis and biosynthesis, particularly for his research in the b-lactam antibiotic field, initially contributing to biosynthetic problems which paved the way to the study of the enzymology of the process and eventually culminating in the determination of the crystal structure of isopenicillin N synthase |
| 2002 | Николас Чарльз Хэнди     | За новаторский вклад в развитие современной методологии квантовой химии, оказавшей огромное влияние на химию и молекулярную биологию.Оригинальный текст (англ.)For his pioneering contributions to the development of the modern methodology of quantum chemistry, which has had an enormous impact on chemistry and molecular biology |
| 2005 | Джон Фредерик Нотт       | За выдающийся вклад в количественное научное понимание процессов разрушения металлов и сплавов и их инженерных приложений.Оригинальный текст (англ.)For his distinguished contributions to the quantitative scientific understanding of fracture processes in metals and alloys and its engineering applications |
| 2008 | Anthony Cheetham         | За открытие и характеристику новых материалов, обладающих потенциалом для катализа и хранения.Оригинальный текст (англ.)For the discovery and characterisation of novel materials exhibiting potential for catalysis and storage |
| 2010 | Мартин Полякофф          | За выдающийся вклад в области Зелёной химии и сверхкритических жидкостей путем применения химии для развития процессов химической инженерии.Оригинальный текст (англ.)For his outstanding contributions in the fields of Green Chemistry and supercritical fluids by the application of chemistry to advance chemical engineering processes |
| 2013 | Константин Новосёлов     | За революционную работу с графеном, другими двумерными кристаллами и их гетероструктурами, имеющую большой потенциал для ряда приложений, от электроники до энергетики.Оригинальный текст (англ.)For revolutionary work on graphene, other two‐dimensional crystals and their heterostructures that has great potential for a number of applications, from electronics to energy |
| 2016 | Энн Невилл               | Оригинальный текст (англ.)For revealing diverse physical and chemical processes at interacting interfaces, emphasising significant synergy between tribology and corrosion |
| 2019 | Фрэнк Карузо             | Оригинальный текст (англ.)for driving the application of engineered particles in biology and medicine through nanoscale materials engineering |
| 2022 | Шарлотта Уильямс         | Оригинальный текст (англ.)for her pioneering work developing and understanding high performance carbon dioxide utilization catalysts and implementable processes |